# Proctarrelabis capensis
Proctarrelabis capensis là một loài côn trùng trong họ Ascalaphidae thuộc bộ Neuroptera. Loài này được Thunberg miêu tả năm 1784.